# Cramoisy
Cramoisy is een gemeente in het Franse departement Oise (regio Hauts-de-France) en telt 594 inwoners (2005). De plaats maakt deel uit van het arrondissement Senlis. In de gemeente ligt spoorwegstation Cramoisy.

## Geografie
De oppervlakte van Cramoisy bedraagt 6,3 km², de bevolkingsdichtheid is 94,3 inwoners per km².
De onderstaande kaart toont de ligging van Cramoisy met de belangrijkste infrastructuur en aangrenzende gemeenten.

## Demografie
Onderstaande figuur toont het verloop van het inwonertal (bron: INSEE-tellingen).